# 전완준
전완준(1959년 4월 10일 ~ )은 대한민국의 정치인, 기업인이다. 제43·44대 화순군수를 역임했다.
아이비씨영농조합법인 감사로 재직 중이다.

## 전과
- 건축법위반: 벌금 3,000,000원 - 2004년 2월 16일 선고[1]
- 상해: 벌금 2,000,000원 - 2005년 7월 27일 선고[1]
- 공직선거법위반: 징역 1년 6월, 집행유예 3년 - 2010년 10월 21일 선고[1]
- 근로자퇴직급여보장법위반, 근로기준법위반: 벌금 3,000,000원 - 2017년 1월 13일 선고[1]
- 근로자퇴직급여보장법위반: 벌금 1,500,000원 - 2017년 11월 23일 선고[1]

## 역대 선거 결과
|  | 55.4% |

|  | 41.46% |

|  | 24.53% |